# Hanan Badr el-Din
Hanan Badr el-Din Abdel Hafiz Othman (Arabisch: حنان بدر الدين عبد الحفيظ عثمان) is een Egyptische mensenrechtenactiviste en medeoprichtster van de Association of the families of the disappeared (Vereniging van de families van de verdwenen personen), een netwerk van mensen wier geliefden slachtoffer zijn van gedwongen verdwijningen. Hanan Badr el-Din Othman werd op 6 mei 2017 in “preventieve detentie” genomen, toen zij de gevangenis Qanatar bezocht op zoek naar informatie over haar verdwenen echtgenoot, Khalid Mohamed Hafez Ezz el-Din. Khalid verdween op 27 juli 2013 nadat hij had deelgenomen aan een vreedzame demonstratie.  
Hanan Badr el-Din werd op 25 april 2019 vrijgelaten.